# Protodictya nubilipennis
Protodictya nubilipennis är en tvåvingeart som först beskrevs av Wulp 1897.  Protodictya nubilipennis ingår i släktet Protodictya och familjen kärrflugor. Inga underarter finns listade i Catalogue of Life.